# Janna van Kooten
Pour les articles homonymes, voir Kooten.
Janna van Kooten, née le 14 août 2004 à Niekerk, est une nageuse néerlandaise spécialisée en nage libre.

## Biographie
À peine âgée de 18 ans, elle participe aux championnats d'Europe en 2022 où elle est alignée en individuelle sur 200 m et 400 m (respectivement 28e et 29e des temps de qualification) ; elle est plus heureuse en relais où elle remporte le titre sur le 4x200 m avec Imani de Jong, Silke Holkenborg et Marrit Steenbergen.

## Palmarès

### Championnats du monde en grand bassin
- Championnats du monde 2024 à Doha :
  -  Médaille d'or du 4 × 100 m nage libre.

### Championnats d'Europe

#### Grand bassin
- Championnats d'Europe 2022 à Rome (Italie) :
  -  Médaille d'or au titre du relais 4 × 200 m nage libre.